# Krueng Lamkareung
Krueng Lamkareung is een bestuurslaag in het regentschap Aceh Besar van de provincie Atjeh, Indonesië. Krueng Lamkareung telt 1661 inwoners (volkstelling 2010).